# 加里·贝滕豪森
加里·贝滕豪森（英語：Gary Bettenhausen，1941年11月18日—2014年3月16日），是一名出生于伊利诺伊州的美国赛车运动员。1993年，被邀请加入国家汽车名人堂。
2014年，他死于印第安纳州，享年72岁。

## 其他链接

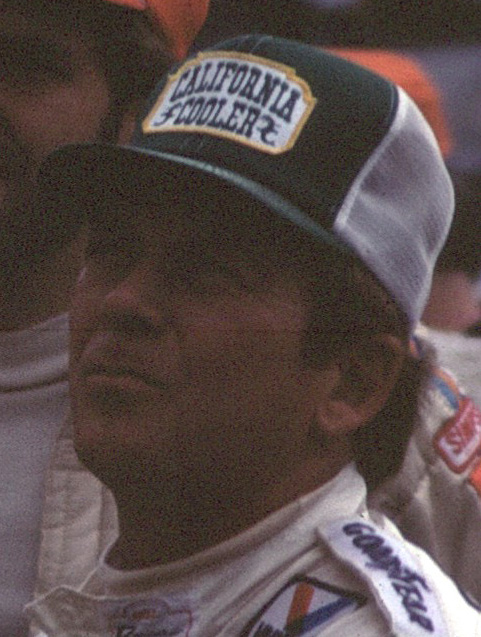
1984年的加里·贝滕豪森

- Gary Bettenhausen（页面存档备份，存于） at Racing Reference（页面存档备份，存于）